# دیلم جدید (شوشتر)
دیلم جدید روستایی در ایران است که در دهستان میان‌آب جنوبی واقع شده‌است. دیلم جدید ۵۷۸ نفر جمعیت دارد.